# Charlotte Checkers (EHL)
Charlotte Checkers byl profesionální americký klub ledního hokeje, který sídlil v Charlotte ve státě Severní Karolína. V letech 1973–1977 působil v profesionální soutěži Southern Hockey League. Před vstupem do SHL působil v Eastern Hockey League. Checkers ve své poslední sezóně v SHL skončily v základní části. Klub byl během své existence farmami celků WHA. Jmenovitě se jedná o Vancouver Blazers, Calgary Cowboys, Birmingham Bulls a Winnipeg Jets. Své domácí zápasy odehrával v hale Bojangles' Coliseum s kapacitou 8 600 diváků. Klubové barvy byly modrá, bílá a rudá.
Jednalo se o dvojnásobného vítěze SHL (sezóny 1974/75 a 1975/76).

## Historické názvy
Zdroj: 
- 1954 – Baltimore Clippers
- 1956 – Charlotte Rebels
- 1956 – Charlotte Clippers
- 1960 – Charlotte Checkers

## Úspěchy
- Vítěz EHL ( 3× )
  - 1956/57, 1970/71, 1971/72
- Vítěz SHL ( 2× )
  - 1974/75, 1975/76

## Přehled ligové účasti
Zdroj: 
- 1954–1959: Eastern Hockey League
- 1959–1973: Eastern Hockey League (Jižní divize)
- 1973–1977: Southern Hockey League